# Ichiro Abe

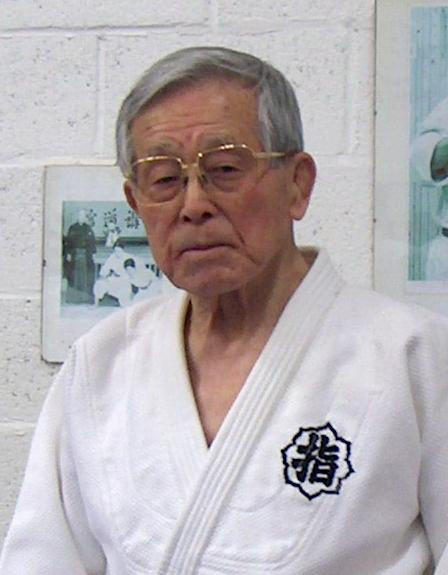
Ichirō Abe, 2009

Ichirō Abe (jap. 安部一郎, * 12. November 1922; † 27. Februar 2022) war ein Jūdō-Lehrer (10. Dan) der ältesten Jūdō-Schule, des Kōdōkan.
Abe ließ sich im Zuge einer Kampagne zur Förderung des Kōdōkan in Europa für längere Zeit in Frankreich nieder, zunächst 1951 in Toulouse und ab 1954 in Paris. Er ist damit einer der Väter dieser Schule in Frankreich. Auf ihn geht auch die Gründung des französischen Kōdōkan-Verbandes (Union Fédéral Française d'Amateurs de Judo Kodokan) 1956 zurück. Auch die erste Meisterschaft in diesem Sport im gleichen Jahr wurde von ihm initiiert.
Sein berühmtestes Zitat lautet: „Wenn Du sechsmal geworfen wirst, stehe siebenmal wieder auf!“